# 柳溪寺舍利塔
柳溪寺舍利塔，位于山西省吕梁市柳林县庄上镇辉大峁村，已列为山西省文物保护单位。

## 保护
2016年6月6日，柳溪寺舍利塔由山西省人民政府公布为第五批山西省文物保护单位，编号5-74。